# Cầu Starý (Bratislava)
Cầu Starý, hay Cầu Cũ ở Bratislava (tiếng Slovakia: Starý most v Bratislava) là một cây cầu bắc qua sông Danube ở thủ đô Bratislava của Slovakia.

## Lịch sử
Cây cầu đầu tiên ở Bratislava là cầu phao Karolína Augusta, được xây dựng vào năm 1825. Cây cầu phao này tồn tại đến năm 1891.
Một cây cầu mới được xây dựng trong hai năm 1889 và 1890. Cây cầu được đặt theo tên của hoàng đế Áo lúc bấy giờ là František Jozef I, ông đã đích thân tham dự buổi khai mạc. Công trình này là một cây cầu được thiết kế dành cho giao thông đường bộ, đường sắt và có phần đường cho người đi bộ. Cầu nằm trên tuyến đường sắt Bratislava - Szombathely. Trong thời kỳ Đệ Nhất Cộng hòa Tiệp Khắc, cầu mang tên là Štefánik, và có một tuyến đường sắt qua Wolfsthal đến Viên chạy qua cầu. Cuối Chiến tranh thế giới thứ hai, cụ thể là vào ngày 3 tháng 4 năm 1945, trong lúc quân đội phát xít Đức rút lui đã phá hủy cây cầu này.
Sau đó, một cây cầu mới được đưa vào hoạt động vào đầu năm 1946 và được đặt tên là cầu Hồng quân. Cây cầu được đổi tên thành tên hiện tại - Cầu Cũ (Starý most) - vào năm 1990. Công trình được sử dụng cho đến ngày 2 tháng 12 năm 2013. Công cuộc tái thiết cầu Cũ kéo dài từ năm 2014 đến năm 2016. 85% ngân sách thực hiện được Liên minh Châu Âu đài thọ.